# Bathyphantes hirsutus
Bathyphantes hirsutus är en spindelart som beskrevs av George Hazelwood Locket 1968. Bathyphantes hirsutus ingår i släktet Bathyphantes och familjen täckvävarspindlar.
Artens utbredningsområde är Kongo. Inga underarter finns listade.